# Heinrich Maschke
Heinrich Maschke (Breslávia, 24 de outubro de 1853 — Chicago, 1 de março de 1908) foi um matemático alemão.
Em 1872 entrou na Universidade de Heidelberg como estudante de matemática, onde foi aluno de Leo Königsberger. Obteve um doutorado em 1880 na Universidade de Göttingen, orientado por Johann Benedict Listing e Hermann Amandus Schwarz, com a tese Ueber ein dreifach orthogonales Flaehensystem, gebildet aus Flaehen dritter Ordnung.
Imigrou para os Estados Unidos em 1891.
Provou o teorema de Maschke.